# Сан Карлос (Тексас)
Сан Карлос (енгл. San Carlos) насељено је место без административног статуса у америчкој савезној држави Тексас.

## Демографија
По попису из 2010. године број становника је 3.130, што је 480 (18,1%) становника више него 2000. године.
| Група             | 2000.         | 2010.         |
| Белци             | 69 (2,6%)     | 46 (1,5%)     |
| Афроамериканци    | 8 (0,3%)      | 0 (0,0%)      |
| Азијати           | 0 (0,0%)      | 0 (0,0%)      |
| Хиспаноамериканци | 2.572 (97,1%) | 3.082 (98,5%) |
| Укупно            | 2.650         | 3.130         |